# تقسيم (موسيقى)
تقسيم هو ارتجال موسيقي لحني يسبق عادة أداء مقطوعة موسيقية تقليدية عربية أو كردية أو يونانيّة [الإنجليزية] أو شرق أوسطية أو إيرانية أو أذربيجانية أو تركية .
يتبع التقسيم تقليديا تقدمًا لحنيًا معينًا. بدءًا من النغمة الأساسية لمقام عربي معين (أو مقَام [الإنجليزية] تركي)، تبقى التدابير القليلة الأولى من الارتجال في الأجْناس [الإنجليزية] السفلية للمقام، وبالتالي تقديم المقام للمستمع. بعد هذه المقدمة يصبح المؤدي حراً في التحرك في أي مكان في المقام، بل وحتى في الانتقال إلى مقامات أخرى، بشرط العودة إلى المقام الأصلي.
التقسيم هو أداء منفرد على آلة موسيقية، أو أداء مدعوم بعازف إيقاع أو عازف آخر يعزف على نغمة المقام الأساسية .

## طالع أيضًا
- ليالي
- زابين [الإنجليزية]